# Dairis Bertāns
Dairis Bertāns (ur. 9 września 1989 w Valmierze) – łotewski koszykarz, występujący na pozycji rzucającego obrońcy, reprezentant kraju, aktualnie zawodnik Coosur Real Betis Sewilla.
Na przestrzeni lat występował w letniej lidze NBA. Podczas jej rozgrywek,  reprezentował Boston Celtics (2014), San Antonio Spurs (2015).
7 lipca 2019 opuścił New Orleans Pelicans. Dzień później został zawodnikiem rosyjskiego zespołu Chimki Moskwa.
27 lipca 2021 dołączył do hiszpańskiego Coosur Real Betis Sewilla.

## Osiągnięcia
Stan na 13 września 2023, na podstawie, o ile nie zaznaczono inaczej.

### Drużynowe
- Mistrz:
  - Łotwy (2009, 2011–2013)
  - Włoch (2018)
- Wicemistrz:
  - Ligi Bałtyckiej (2011)
  - Łotwy (2008, 2010)
- Zdobywca:
  - Pucharu Ligi Bałtyckiej (2011)
  - superpucharu Włoch (2017, 2018)

### Indywidualne
- Uczestnik meczu gwiazd ligi łotewskiej (2007, 2009–2013)

### Reprezentacja

#### Seniorów
- Uczestnik:
  - mistrzostw:
    - świata (2023 – 5. miejsce)[8]
    - Europy (2011 – 21. miejsce, 2013 – 11. miejsce 2015 – 8. miejsce,  2017 – 5. miejsce)

  - kwalifikacji do:
    - mistrzostw:
      - Europy (2012, 2014)
      - świata (2017 – 13. miejsce)

    - igrzysk olimpijskich (2016 – 4. miejsce)

#### Młodzieżowe
- Brązowy medalista mistrzostw Europy U-18 (2007)
- Uczestnik mistrzostw Europy:
  - U–20 (2008 – 11. miejsce, 2009 – 10. miejsce)
  - U–18 (2006 – 12. miejsce, 2007)
  - U–16 (2005 – 11. miejsce)